# Lista över fornlämningar i Danderyds kommun
Lista över fornlämningar i Danderyds kommun är en förteckning av ett urval av de fornlämningar som finns i Danderyds kommun.

## Danderyd
| Namn                           | Lämningstyp                      | Tillkomsttid           | Historisk indelning | Plats                                  | Läge                 | ID-nr          | Bild                                      |
| ------------------------------ | -------------------------------- | ---------------------- | ------------------- | -------------------------------------- | -------------------- | -------------- | ----------------------------------------- |
| U 131 (Danderyd 1:1)           | Runristning                      |                        | Danderyd, Uppland   | Klockargården, Rinkeby                 | 59.407589, 18.033341 | 10000900010001 | Ladda upp en till bild av detta fornminne |
| Danderyd 2:1                   | Runristning                      |                        | Danderyd, Uppland   |                                        | 59.407217, 18.036229 | 10000900020001 | Ladda upp en till bild av detta fornminne |
| Danderyd 2:2                   | Runristning                      |                        | Danderyd, Uppland   |                                        | 59.407200, 18.036486 | 10000900020002 | Ladda upp en till bild av detta fornminne |
| Danderyd 2:3                   | Runristning                      |                        | Danderyd, Uppland   |                                        | 59.407203, 18.036484 | 10000900020003 | Ladda upp en bild av detta fornminne      |
| Danderyd 2:4                   | Runristning                      |                        | Danderyd, Uppland   |                                        | 59.407203, 18.036484 | 10000900020004 | Ladda upp en bild av detta fornminne      |
| Danderyd 4:1                   | Gravfält                         |                        | Danderyd, Uppland   |                                        | 59.411080, 18.045021 | 10000900040001 | Ladda upp en bild av detta fornminne      |
| Danderyd 5:1                   | Hög                              |                        | Danderyd, Uppland   |                                        | 59.409003, 18.049223 | 10000900050001 | Ladda upp en bild av detta fornminne      |
| Danderyd 6:1                   | Gravfält                         |                        | Danderyd, Uppland   |                                        | 59.408797, 18.045235 | 10000900060001 | Ladda upp en bild av detta fornminne      |
| Danderyd 6:2                   | Hällristning                     |                        | Danderyd, Uppland   |                                        | 59.408796, 18.045640 | 10000900060002 | Ladda upp en bild av detta fornminne      |
| Danderyd 7:1                   | Stensättning                     |                        | Danderyd, Uppland   |                                        | 59.386872, 18.036867 | 10000900070001 | Ladda upp en bild av detta fornminne      |
| Danderyd 8:1                   | Hög                              |                        | Danderyd, Uppland   |                                        | 59.391029, 18.036810 | 10000900080001 | Ladda upp en bild av detta fornminne      |
| Danderyd 8:2                   | Stensättning                     |                        | Danderyd, Uppland   |                                        | 59.391142, 18.036687 | 10000900080002 | Ladda upp en bild av detta fornminne      |
| Danderyd 14:1                  | Gravfält                         |                        | Danderyd, Uppland   |                                        | 59.392749, 18.021990 | 10000900140001 | Ladda upp en bild av detta fornminne      |
| U 130 (Danderyd 15:1)          | Runristning                      |                        | Danderyd, Uppland   | Nora                                   | 59.404908, 18.022408 | 10000900150001 | Ladda upp en till bild av detta fornminne |
| Danderyd 16:1                  | Hög                              |                        | Danderyd, Uppland   |                                        | 59.402714, 18.019161 | 10000900160001 | Ladda upp en bild av detta fornminne      |
| Danderyd 17:1                  | Stensättning                     |                        | Danderyd, Uppland   |                                        | 59.415921, 18.025826 | 10000900170001 | Ladda upp en bild av detta fornminne      |
| Danderyd 17:2                  | Stensättning                     |                        | Danderyd, Uppland   |                                        | 59.416084, 18.025681 | 10000900170002 | Ladda upp en bild av detta fornminne      |
| Danderyd 18:1                  | Stensättning                     |                        | Danderyd, Uppland   |                                        | 59.435446, 18.050479 | 10000900180001 | Ladda upp en bild av detta fornminne      |
| Danderyd 20:1                  | Hög                              |                        | Danderyd, Uppland   |                                        | 59.434757, 18.047604 | 10000900200001 | Ladda upp en bild av detta fornminne      |
| Danderyd 20:3                  | Stensättning                     |                        | Danderyd, Uppland   |                                        | 59.434728, 18.047231 | 10000900200003 | Ladda upp en bild av detta fornminne      |
| Danderyd 23:1                  | Stensättning                     |                        | Danderyd, Uppland   |                                        | 59.408552, 18.001108 | 10000900230001 | Ladda upp en bild av detta fornminne      |
| Danderyd 24:1                  | Stensättning                     | Bronsålder - Järnålder | Danderyd, Uppland   | Åkerholme och ekskogsbevuxen bergklack | 59.418813, 17.998532 | 10000900240001 | Ladda upp en till bild av detta fornminne |
| Danderyd 24:2                  | Stensättning                     | Bronsålder - Järnålder | Danderyd, Uppland   | Åkerholme och ekskogsbevuxen bergklack | 59.418929, 17.998685 | 10000900240002 | Ladda upp en till bild av detta fornminne |
| Danderyd 27:1                  | Stensättning                     |                        | Danderyd, Uppland   |                                        | 59.413646, 18.025003 | 10000900270001 | Ladda upp en bild av detta fornminne      |
| Danderyd 28:1                  | Stensättning                     | Bronsålder - Järnålder | Danderyd, Uppland   | Skogen ovanför Bågskyttebanan          | 59.425294, 18.006184 | 10000900280001 | Ladda upp en till bild av detta fornminne |
| Danderyd 29:1                  | Stensättning                     |                        | Danderyd, Uppland   |                                        | 59.435846, 18.010899 | 10000900290001 | Ladda upp en bild av detta fornminne      |
| Danderyd 33:1                  | Stensättning                     |                        | Danderyd, Uppland   |                                        | 59.409270, 18.048230 | 10000900330001 | Ladda upp en bild av detta fornminne      |
| Danderyd 43:1                  | Ristning, medeltid/historisk tid |                        | Danderyd, Uppland   |                                        | 59.397727, 18.073276 | 10000900430001 | Ladda upp en bild av detta fornminne      |
| Danderyd 101:1                 | Gravfält                         |                        | Danderyd, Uppland   |                                        | 59.401338, 18.069951 | 10000901010001 | Ladda upp en bild av detta fornminne      |
| Danderyd 102:1                 | Gravfält                         |                        | Danderyd, Uppland   |                                        | 59.401060, 18.071516 | 10000901020001 | Ladda upp en bild av detta fornminne      |
| Danderyd 103:1                 | Stensättning                     |                        | Danderyd, Uppland   |                                        | 59.401143, 18.072562 | 10000901030001 | Ladda upp en bild av detta fornminne      |
| Danderyd 103:2                 | Stensättning                     |                        | Danderyd, Uppland   |                                        | 59.400961, 18.072993 | 10000901030002 | Ladda upp en bild av detta fornminne      |
| Danderyd 103:3                 | Stensättning                     |                        | Danderyd, Uppland   |                                        | 59.400877, 18.072776 | 10000901030003 | Ladda upp en bild av detta fornminne      |
| Danderyd 104:1                 | Gravfält                         |                        | Danderyd, Uppland   |                                        | 59.416521, 18.085021 | 10000901040001 | Ladda upp en bild av detta fornminne      |
| Danderyd 105:1                 | Gravfält                         |                        | Danderyd, Uppland   |                                        | 59.415191, 18.086641 | 10000901050001 | Ladda upp en bild av detta fornminne      |
| Danderyd 106:1                 | Stensättning                     |                        | Danderyd, Uppland   |                                        | 59.418872, 18.080539 | 10000901060001 | Ladda upp en bild av detta fornminne      |
| Danderyd 111:1                 | Stensättning                     |                        | Danderyd, Uppland   |                                        | 59.382213, 18.050915 | 10000901110001 | Ladda upp en bild av detta fornminne      |
| Calles klimp (Danderyd 114:1)  | Ristning, medeltid/historisk tid |                        | Danderyd, Uppland   |                                        | 59.385553, 18.036309 | 10000901140001 | Ladda upp en bild av detta fornminne      |
| Danderyd 116:1                 | Stensättning                     |                        | Danderyd, Uppland   |                                        | 59.398664, 18.057751 | 10000901160001 | Ladda upp en bild av detta fornminne      |
| Danderyd 121:1                 | Gravfält                         |                        | Danderyd, Uppland   |                                        | 59.408460, 18.075896 | 10000901210001 | Ladda upp en bild av detta fornminne      |
| Danderyd 123:1                 | Husgrund, förhistorisk/medeltida |                        | Danderyd, Uppland   |                                        | 59.396817, 18.100809 | 10000901230001 | Ladda upp en bild av detta fornminne      |
| Danderyd 136:1                 | Stensättning                     | Bronsålder - Järnålder | Danderyd, Uppland   | Åkerholme och ekskogsbevuxen bergklack | 59.420091, 17.997704 | 10000901360001 | Ladda upp en till bild av detta fornminne |
| Danderyd 136:2                 | Stensättning                     | Bronsålder - Järnålder | Danderyd, Uppland   | Åkerholme och ekskogsbevuxen bergklack | 59.420171, 17.997921 | 10000901360002 | Ladda upp en till bild av detta fornminne |
| Altorp (Danderyd 140:1)        | Lägenhetsbebyggelse              |                        | Danderyd, Uppland   |                                        | 59.409543, 18.071465 | 10000901400001 | Ladda upp en bild av detta fornminne      |
| Danderyd 153                   | Grav markerad av sten/block      |                        | Danderyd, Uppland   |                                        | 59.417304, 18.075281 | 12000000096192 | Ladda upp en bild av detta fornminne      |
| Danderyd 156                   | Lägenhetsbebyggelse              |                        | Danderyd, Uppland   |                                        | 59.421835, 18.045799 | 12000000096195 | Ladda upp en bild av detta fornminne      |
| Danderyd 157                   | Stensättning                     |                        | Danderyd, Uppland   |                                        | 59.417480, 18.075178 | 12000000096196 | Ladda upp en bild av detta fornminne      |
| Danderyd 160                   | Stensättning                     |                        | Danderyd, Uppland   |                                        | 59.417618, 18.075044 | 12000000096199 | Ladda upp en bild av detta fornminne      |
| Danderyd 163                   | Stensättning                     |                        | Danderyd, Uppland   |                                        | 59.420338, 18.050335 | 12000000096202 | Ladda upp en bild av detta fornminne      |
| Danderyd 176                   | Lägenhetsbebyggelse              |                        | Danderyd, Uppland   |                                        | 59.402521, 18.069257 | 12000000096215 | Ladda upp en bild av detta fornminne      |
| Danderyd 179                   | Lägenhetsbebyggelse              |                        | Danderyd, Uppland   |                                        | 59.405952, 18.070531 | 12000000096218 | Ladda upp en bild av detta fornminne      |
| Danderyd 187                   | Lägenhetsbebyggelse              |                        | Danderyd, Uppland   |                                        | 59.406965, 18.044082 | 12000000096226 | Ladda upp en bild av detta fornminne      |
| Granhagens torp (Danderyd 192) | Lägenhetsbebyggelse              |                        | Danderyd, Uppland   |                                        | 59.391778, 18.062533 | 12000000096231 | Ladda upp en bild av detta fornminne      |